# Léon Mugesera
Léon Mugesera   (Gisenyi, 1952) és un genocida condemnat de Ruanda que residia a Quebec. Va ser deportat del Canadà per un discurs inflamatori anti-tutsi que els seus crítics al·leguen que va ser precursor del genocidi ruandès de 1994 i el 2016 va ser sentenciat a presó perpètua.

## Via a Ruanda
Un hutu ètnic, Mugesera ha estat membre del partit dominant Moviment Republicà Nacional per la Democràcia i el Desenvolupament, que tenia lligams estrets amb els militars. Va ser Vicepresident de MRND per a la prefectura de Gisenyi.
En un discurs pronunciat el 22 de novembre de 1992 a Ruanda, Mugesera suposadament va dir a mil membres del partit que "nosaltres, el poble, ens hem de responsabilitzar nosaltres mateixos i acabar amb aquesta escòria" i que haurien de matar tutsis i "bolcar els seus cossos als rius de Ruanda". Aquesta declaració no existeix en la traducció oficial del discurs, tal com es va presentar en un document legal davant el ministre de Ciutadania i Immigració del Canadà el 8 d'agost de 2003.
| «                                         | No tingueu por, sé que algú amb un coll no tallat serà qui et tallarà el coll. | » |
| — Léon Mugesera el 22 de novembre de 1992 |                                                                                |   |

Després d'aquest discurs, el ministre de Justícia de Ruanda, Stanislas Mbonampeka, va emetre una ordre de detenció contra ell per incitar a l'odi. Va fugir amb la seva família primer a l'exèrcit de Ruanda i després a la ciutat de Quebec. Poc després, Mbonampeka va dimitir com a ministre de Justícia en protesta.

## Canadà
A Canadà, Mugesera i la seva família van arribar com a refugiats, però ràpidament se'ls va concedir l'estatus de residència permanent. Mugesera va aconseguir feina de professor a la Université Laval.

## Acusació de crims de guerra
Philip Gourevitch, autor de We Wish to Inform You That Tomorrow We Will Be Killed with Our Families, afirma que el discurs de Mugesera de 1992 va donar un impuls necessari a la histèria anti-tutsi que va generar el genocidi, dient que "[Mugesera] va ser un dels primers a entrar en un gran discurs públic i dir:" Mira, el nostre error en el passat amb la minoria tutsi ha estat permetre'ls sobreviure, els ha permès viure. Hem de desfer-nos d'ells". Aquesta declaració no existeix en la traducció oficial del discurs, tal com es va presentar en un document legal davant el ministre de Ciutadania i Immigració del Canadà el 8 d'agost de 2003. 

## Procés de deportació
El 1995, els advocats del govern canadenc van començar les audicions de deportació contra Mugesera. Dos tribunals d'immigració van ordenar la seva deportació, tanmateix, el Tribunal Federal d'Apel·lacions del Canadà va anul·lar aquests veredictes. El ministre Robert Décary, escrivint per la Cort, va declarar que no hi havia evidències que vinculaven el discurs de 1992 amb el genocidi ocorregut dos anys més tard. En tots els casos Mugesera va estar representat per l'advocat quebequès Guy Bertrand.
L'1 d'agost de 2001, Mugesera va emetre una declaració, demanant un judici sota la nova Llei contra els crims contra la humanitat i crims de guerra.
La decisió del Tribunal Federal d'Apel·lació va ser revocada per una decisió 8-0 del Tribunal Suprem del Canadà el 28 de juny de 2005, que va confirmar l'ordre d'expulsió original. La deportació es va demorar a causa de les preocupacions sobre el possible ús de la pena de mort a Ruanda, però Ruanda va abolir la pena de mort en 2007. Mugesera va començar a lluitar contra la seva deportació sobre la base de temors que seria torturat a Ruanda. Atès que el Canadà es resistia a deportar algú que pogués afrontar la tortura, Kigali va oferir a Canadà "garanties diplomàtiques" sobre el tractament de Mugesera.
El 23 de gener de 2012, un jutge del Tribunal Superior de Quebec va rebutjar el recurs de Léon Mugesera per evitar la deportació. Mugesera va ser deportat a través de l'aeroport internacional de Montreal el mateix dia a les 4 PM.
El 15 d'abril de 2016, Mugesera va ser sentenciat a presó perpètua per un tribunal de Ruanda.